# Tsuyaka Uchino

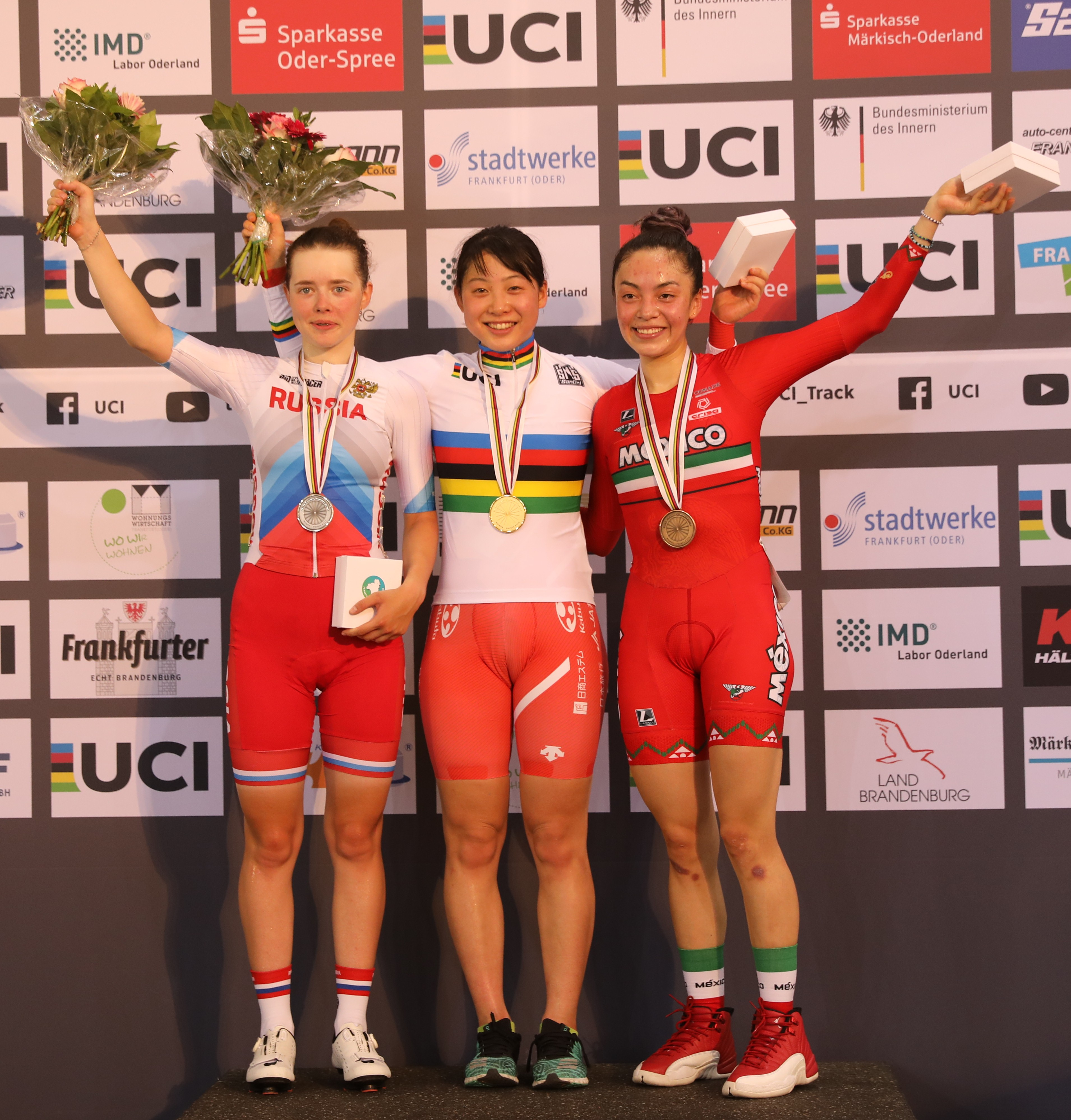
Uchino als Junioren-Weltmeisterin im Punktefahren, mit Waleria Golajewa (l.) und Yareli Acevedo (2019)

Tsuyaka Uchino (* 13. Januar 2002 in Fukuoka) ist eine japanische Radsportlerin, die Rennen auf Bahn und Straße bestreitet.

## Sportlicher Werdegang
2019 wurde Tsuyaka Uchino in Frankfurt (Oder) Junioren-Weltmeisterin im Punktefahren. Im selben Jahr errang sie bei den Junioren-Asienmeisterschaften die Bronzemedaille im Straßenrennen.
2021 wurde Uchino in Punktefahren und Zweier-Mannschaftsfahren (mit Nao Suzuki) zweifache japanische Meisterin der Elite. Als nach dem Abflauen der Corona-Pandemie die internationalen Wettkämpfe wieder in Gang kamen, etablierte sich Uchino als eine der führenden Bahnradsportlerinnen Asiens mit zahlreichen Titel und Medaillen in den Asienmeisterschaften sowie zwei Goldmedaillen 2023 bei den Asienspielen. Sie fuhr in der UCI Track Champions League 2022 und kam auf den 16. Platz. Bei den Olympischen Spielen 2024 belegte sie im Madison zusammen mit Maho Kakita den 12. Platz, in der Mannschaftsverfolgung kam sie mit dem japanischen Team nicht über die Qualifikation hinaus.
2025 gewann Uchino bei den Asienmeisterschaften im Straßenradsport die Bronzemedaille im Einzelzeitfahren sowie mit dem Team die Silbermedaille in der Mixed-Staffel. Im Februar 2025 schloss sie sich dem neu gegründeten Schweizer UCI Women’s Continental Team Nexetis an, das mit dem Bauunternehmen NIPPO auch einen japanischen Sponsor hat, um vermehrt an Straßenradrennen teilzunehmen. Erste Erfolge erzielte sie bei Rennen des nationalen Kalenders in der Schweiz, wo sie unter anderem im Rahmen der Swiss Road Series zwei Siege einfahren konnte. 

## Erfolge

### Bahn
2019
- Junioren-Weltmeisterin – Punktefahren
- Junioren-Asienmeisterschaft – Omnium, Scratch
- Junioren-Asienmeisterin 2020 – Punktefahren
- Junioren-Asienmeisterschaft 2020 – Omnium

2021
- Japanische Meisterin – Punktefahren, Zweier-Mannschaftsfahren (mit Nao Suzuki)

2022
- Asienmeisterin – Omnium, Punktefahren, Zweier-Mannschaftsfahren (mit Kie Furuyama)

2023
- Japanische Meisterin – Einerverfolgung, Mannschaftsverfolgung (mit Kie Furuyama, Maho Kakita und Mizuki Ikeda)
- Weltmeisterschaft – Punktefahren
- Asienmeisterin – Ausscheidungsfahren, Zweier-Mannschaftsfahren (mit Yūmi Kajihara), Mannschaftsverfolgung (mit Yūmi Kajihara, Maho Kakita und Mizuki Ikeda)
- Asienspielesiegerin – Zweier-Mannschaftsfahren (mit Maho Kakita), Mannschaftsverfolgung (mit Yūmi Kajihara, Mizuki Ikeda und Maho Kakita)

2024
- Asienmeisterin – Punktefahren, Zweier-Mannschaftsfahren (mit Maho Kakita), Mannschaftsverfolgung (mit Yūmi Kajihara, Maho Kakita und Mizuki Ikeda)
- Nations Cup in Hongkong – Zweier-Mannschaftsfahren (mit Maho Kakita)
- Japanische Meisterin – Punktefahren, Zweier-Mannschaftsfahren (mit Maho Kakita), Mannschaftsverfolgung (mit Maho Kakita, Mizuki Ikeda und Ayana Mizutani)

2025
- Asienmeisterin – Ausscheidungsfahren, Zweier-Mannschaftsfahren (mit Yūmi Kajihara), Mannschaftsverfolgung (mit Yūmi Kajihara, Maho Kakita und Mizuki Ikeda)

### Straße
2019
- Junioren-Asienmeisterschaft – Straßenrennen

2025
- Asienmeisterschaften – Mixed-Staffel
- Asienmeisterschaften – Einzelzeitfahren